# Julia Hedeová
Anna Julia Hedeová Wilkensová (nepřechýleně Julia Hede; * 16. února 1962) je švédská filmová režisérka, fotografka a bývalá dětská herečka, známá díky své roli Fia v Den vita stenen (TV seriál z roku 1973).

## Životopis
V letech 1986–1989 studovala na Dramatiska Institutet. Nyní působí jako učitelka na gymnáziu Täby Enskilda . Moderuje televizní program Nyfiken .
Hedeová Wilkensová působí od roku 2015 jako učitelka televizní produkce a francouzštiny na střední škole Täby Enskilda Gymnasium. Moderuje televizní program Curiosos, který vysílá televizní kanál TV Nord a natáčí se v televizním studiu na gymnáziu Täby Enskilda.

## Filmografie
- 1995 – Au Pair
- 1973 – Den vita stenen (TV-serie)
- 1975 – Monismanien 1995
- 1983 – Privatdetektiven Kant
- 1985 – Tvätten
- 1991 – Ett paradis utan biljard